# 貝傳媒
貝傳媒新聞資訊平台，是於2015年創辦的臺灣網路媒體，並有實體報刊發行。

## 相關議題

### 議會網路直播
2016年5月16日，貝傳媒在澎湖縣議會強行進行直播，遭到議會阻止。一個月後，《貝傳媒》發行人張弘光來到立法院，與同樣爭取花蓮縣議會網路直播權的東華大學學生郭家瑋，在莊豐嘉、公民監督國會聯盟等人陪同下召開記者會，要求地方議會議事透明化。後貝傳媒向高雄高等行政法院，提出訴訟，同年8月27日並獲判敗訴。9月1日向最高行政法院，提起再訴。也研擬向司法院提出釋憲案，要求地方議會公開透明，2017年9月13日大動作到立法院陳情。澎湖縣議會不願多做回應，只表示會尊重司法。
過去澎湖縣議會僅開放當地第四台直播，貝傳媒爭取直接進入議會直播已超過1年時間，過去多次行文至澎湖縣議會要求直播皆未獲同意，甚至記者進入議場採訪時直接架設直播器材，以行動直接衝撞現行規定，但仍無法撼動限制。貝傳媒也為此事向行政法院提起訴訟，但法官認定「議會自治大於一切」，判決貝傳媒敗訴（高雄高等行政法院判決 105年度訴字第535號）。貝傳媒的辯護律師陳振偉指出，高雄行政法院認為媒體請求議會開放直播缺乏權利依據，但又在判決援引《錄音錄影管理規則》第7條，表示可依據條文申請直播，前後明顯矛盾。他也提到，現在新興型態媒體不斷出現，採訪方式也有別於傳統媒體，顯得更快速且低成本，開放直播應是落實媒體採訪自由的重要指標。
2017年9月13日，貝傳媒與公督盟、時代力量立委徐永明等人召開記者會，徐永明表示，澎湖議會不是化外之地，不要以議會自治名義，而不讓人民監督。徐永明也說，時代力量會考慮修改地方制度法，要求議會開議期間應全程轉播、錄音錄影。徐永明表示，將提出地方制度法修法，增訂54-1條，參照立法院組織法規定，除秘密會議外，各地方立法機關於開議期間，應透過電視網路全程轉播、錄音錄影。他也提到，明年就是地方選舉，地方議會公開透明，絕對是時代力量重要訴求。獨立媒體串樓口創辦人莊豐嘉也指出，根據議會內規與釋字第689號，任何從事新聞採訪的民眾受到和有組織的記者一樣的保障。他也提到，當初和立法院協調開放公民記者採訪，院長蘇嘉全和副院長蔡其昌幾乎全面配合，甚至開公聽會，澎湖也不應該自外於台灣。
公督盟執行長張宏林表示，他們曾在2013和2016年做過調查，發現各地方議會的公開透明程度十分落後。他以澎湖縣議會為例，2013年僅有大會有會議紀錄，各委員會的紀錄皆付之闕如，也沒有會議預告；2016年雖有些微進步，但轉播僅有大會部分，沒有直播各委員會，也沒有隨選收看功能，讓開議期間無法收看直播的民眾無法了解議事情況。

### 地方媒體興起
《貝傳媒》創辦人張弘光是前自立報系副總編輯、民眾日報副社長、及中央社派駐莫斯科特派記者；創辦人廖璟華曾在民眾日報擔任台南特派員、新新聞周刊駐台南代表。兩人都是資深媒體人，在地生活數年，對於澎湖縣的政治生態觀察，認為地方政治勢力保守，讓許多根本問題無法被明顯改變。在地獨立媒體貝傳媒記者廖璟華認為，「地方不發展，不是因為博弈有沒有開放，而是地方政治結構問題。」《串樓口》（Translocal）社群新聞平台創辦人莊豐嘉分析：「地方最大問題還是政經結構綁住了它的活力」，地方上問題太多，若不能改善將影響國家整體進步。但過去主流媒體在地方政商關係好，成為既得利益者；如今地方媒體就要「用筆，或用影像來打破這種結構。」而《大埔里@報》和澎湖縣的新興媒體《貝傳媒》周報都在進行這樣的嘗試，努力改善地方的政治文化。

## 資料來源
1. ↑  . 貝傳媒新聞網.   [2020-06-05]. （原始内容存档于2020-06-05） （中文（臺灣））.
2. 1 2  . 台灣公司網.   [2020-06-05]. （原始内容存档于2020-06-05） （中文（臺灣））. 八八八新聞社 變更為 貝傳媒。
3. ↑  . 公司登記查詢中心.   [2020-06-05]. （原始内容存档于2020-06-05） （中文（臺灣））.
4. ↑  Brain.com.tw. . 動腦新聞. 2017-04-19  [2020-06-05]. （原始内容存档于2020-06-05） （中文（臺灣））.
5. 1 2  . 貝傳媒新聞網.   [2020-06-05]. （原始内容存档于2020-06-05） （中文（臺灣））. 貝傳媒在2015年三月8日創刊，我們熱愛澎湖，所以關注澎湖，同時我們放眼國際。……我們是貝傳媒，我們是澎湖地方報，我們為公民發聲，我們為澎湖而生。
6. 1 2  文字／陳彥廷　攝影／吳逸驊. . 報導者. 2016-10-05  [2020-06-09]. （原始内容存档于2021-01-17） （中文（臺灣））.
7. ↑  . 客家電視台. 2017-09-13  [2020-06-05] （中文（臺灣））.
8. ↑  林欣儀; 彭耀祖. . 公視. 2017-09-13  [2020-06-05] （中文（臺灣））.
9. 1 2  洪與成. . 公民行動影音紀錄資料庫. 2017-09-13  [2020-06-05]. （原始内容存档于2020-06-05） （中文（臺灣））. 關注澎湖在地議題的媒體「貝傳媒」，今天（13）偕同多個團體於立法院召開記者會，表示將針對澎湖縣議會開放網路直播、完全落實透明化一事提出釋憲，並希望順著明（2018）年地方選舉將至，串聯各地公民團體與民意代表，推動包括澎湖在內各縣市的地方議會透明化。
10. ↑  黃韋銓. . 新頭殼. 2017-09-13  [2020-06-05]. （原始内容存档于2020-06-05） （中文（臺灣））.
11. ↑  . 動腦傳播. 2017-09-13  [2020-06-05]. （原始内容存档于2020-06-05） （中文（臺灣））. 貝傳媒要求澎湖縣議會開放網路直播案，已上訴至最高行政法院。透過澎湖年輕朋友蔡尚至居中聯繫，貝傳媒社長張弘光在媒體好友串樓口社長莊豐嘉與立法院好友澎湖知名漫畫家獵人的陪同下，前往立法院拜訪時代力量立院黨團總召徐永明立委，並與其辦公室團隊就推動地方議會公開透明化進行具體討論，未來在公民團體積極串聯與立院立委強力支持下，地方議會公開透明化將在明年地方選舉成為全國性的重要議題。並於9月13日（三）在立法院舉行「拿回人民權力，要求地方議會公開透明」記者會說明此事。
12. ↑  蔣銀珊. . 報導者. 2016-10-17  [2020-06-09]. （原始内容存档于2020-11-28） （中文（臺灣））. 「在台灣，人生病了是送醫院，而在澎湖則是送殯儀館。」澎湖人對於在地的醫療資源顯然不滿意。開放博弈增加地方稅收，以改善地方的醫療和生活品質，是一部分支持博弈者的理由，「不過開放博弈就能解決地方問題嗎？」在地獨立媒體貝傳媒記者廖璟華認為，「地方不發展，不是因為博弈有沒有開放，而是地方政治結構問題。」

## 外部連結
- YouTube上的貝傳媒頻道
- 貝傳媒的Facebook專頁